# جانی ایزاکسون
جانی ایزاکسون (به انگلیسی: Johnny Isakson) (زادهٔ ۲۸ دسامبر ۱۹۴۴ – درگذشتهٔ ۱۹ دسامبر ۲۰۲۱) سناتور ایالت جورجیا در سنای ایالات متحده آمریکا بود که برای نخستین‌بار در ۳ ژانویه ۲۰۰۵ به‌عضویت این مجلس درآمد. وی در زمرهٔ سناتورهای گروه سوم بود که به‌مدت ۶ سال در سنا حضور دارند.